# Tiroteo de Lima de 2017
El tiroteo de Lima de 2017 fue un tiroteo masivo que se inició el 17 y terminó el 18 de febrero de 2017 en el centro comercial Royal Plaza, ubicado en el distrito de Independencia, y en menor medida en un sector del distrito de Los Olivos, en la ciudad de Lima, capital de Perú. Asimismo, sucedió en un área disputada entre los distritos de San Martín de Porres e Independencia. Como resultado del suceso, 6 personas perdieron la vida (incluyendo el perpetrador) y 10 resultaron heridas.  
El perpetrador del tiroteo fue identificado por la policía como Eduardo Glicerio Romero Naupay, un hombre de 32 años nacido en la ciudad de Huánuco. Eduardo había realizado el servicio militar en la Marina de Guerra del Perú, donde obtuvo la licencia para portar armas. Durante el tiroteo, fue abatido por Lorenzo Machaca Esquía, un suboficial de 29 años quien se encontraba de civil al momento del tiroteo. Se presume que el motivo del ataque habría sido el desalojo de su puesto ambulante de venta de salchipapas y hamburguesas, que había sucedido un día antes por encontrarse en una zona restringida y no tener licencia para operar como vendedor.

## Atentado

### Antecedentes
Un día antes del tiroteo, Eduardo Romero había sido captado por fiscalizadores municipales del distrito de Los Olivos vendiendo alimentos de manera informal en un puesto ambulante de comida en la avenida Antúnez de Mayolo. Por lo cual, se le ordenó desalojar el lugar en donde trabajaba y se le advirtió con quitarle sus productos y su carro. Al día siguiente, Eduardo Romero realizó un tiroteo utilizando dos pistolas, una Bersa 9 mm y una Pietro Beretta 9 mm, las cuales había conseguido durante un trabajo como vigilante de seguridad para una empresa privada y que se encontraban con licencia vencida desde 2015. Horas antes del ataque, Romero había dejado una publicación en su cuenta de Facebook señalando que planeaba asesinar a los fiscalizadores que se atreviesen a desalojarlo:

“Miren perros, yo no me vengo con webadas [mentiras]; soy peruano pero estoy harto de estos municipales que no dejan salir a uno adelante, trabajando honradamente. Si hoy me topo con uno, lo reviento de un plomazo [...]”.
Publicación de Eduardo Romero en Facebook, 17 de febrero de 2017 a las 3:19 p.m.

### Descripción de los hechos
A las 10:00 p. m. del 17 de febrero de 2017, pese a la advertencia que se le hizo el día anterior, Eduardo Romero siguió vendiendo con su puesto de ambulante en el mismo lugar, circunstancia en la que llegaron los fiscalizadores municipales del distrito de Los Olivos. Martín Moreno Zavaleta, uno de los fiscalizadores, fue el encargado de retirar a Romero y llegar a un acuerdo con él, sin embargo, la situación se tornó en discusión cuando le pidieron que entregara su carro de ventas, indicándole que podría retirarlo en el depósito una vez que hubiera pagado la multa que le cursarían. Esto hizo que Romero disparase contra Martín Moreno, el cual recibió 3 impactos de bala en la pierna, el rostro y el abdomen, dejándolo mortalmente herido. En medio de la conmoción y el caos que provocaron los disparos, Romero huyó hacia el cruce con la carretera Panamericana Norte, donde cruzó los límites de los distritos Los Olivos e Independencia, dirigiéndose al centro comercial Royal Plaza, donde subió las escaleras y se dirigió hacia la zona de las discotecas. Una vez allí, Romero intentó entrar a la discoteca DiLuna, pero una trabajadora de seguridad no le permitió ingresar, lo que provocó que Romero Naupay le disparara hiriéndola en el hombro y cuello.
Un miembro de seguridad de la discoteca Zeven —aledaña a la otra discoteca donde ocurrían los hechos— intentó ayudar a la mujer pero fue también atacado por el sujeto, muriendo en el lugar. Ya dentro del local nocturno, Romero disparó indiscriminadamente hiriendo a varias personas. Posteriormente salió de la discoteca y recorrió el segundo piso del establecimiento mientras continuaba disparando. Sin embargo, una de las pistolas que llevaba se le trabó —la Bersa— lo que lo obligó a dejarla en el suelo por unos instantes, sacando la segunda pistola —la Beretta— para seguir su ataque. Después se dirigió a un restaurante y en el camino disparó contra Gloria Mostacero, que se convertiría en la tercera víctima. Tras dar la vuelta al segundo piso, Romero bajó por las escaleras y continuó disparando contra un negocio de comida rápida, donde se encontraban dos personas, resultando muerta una de ellas. También abrió fuego contra la vendedora de un quiosco, quien afortunadamente se salvó del tiroteo. Luego ingresó a una sucursal bancaria del Banco de Crédito donde acribilló a Nicole Muñoz Peña, una estudiante de administración de negocios, quien intentó huir refugiándose en la zona de cajeros del banco. En ese momento, el policía Lorenzo Machaca Esquía, vestido de civil, se enfrentó a Eduardo disparándole un tiro en la cabeza y acabando con su vida en la misma puerta del banco. Los heridos fueron llevados a una clínica cercana, falleciendo allí dos personas más.

## Víctimas
Por lo menos 5 muertes fueron confirmadas y hay 10 heridos en estado crítico, aún hay un herido no identificado.
El 24 de febrero, una semana después del ataque, el gerente de fiscalización de la Municipalidad de Los Olivos, Martín Moreno Zavaleta, quien estuvo en estado de coma, falleció de un infarto cerebral. Este recibió 3 disparos por parte de Eduardo Romero Naupay. 
| - César Arellano Chumacero, 32. - Susan Juárez Pilco, 28. - Martín Moreno Zavaleta, 51. - Gloria Mostacero Cruz, 25. - Nicole Muñoz Peña, 19. - Eduardo Romero Naupay, 32. (autor del tiroteo) | - Edeth Evangelista Hijar. (Bala en la pierna derecha) - Esperanza López Luján. (Bala en el abdomen) - Fernanda Valverde Ramírez. (Bala en el pulmón y brazo derecho) - Franz Randolf Daga. (Bala en el abdomen) - Gloria Estefany Valdés Taipen. (Bala en la cabeza) - Mary Gavilán Huamán. (Bala en la cabeza) - Noemí Huamanta Coyaton. (Bala en el tórax y abdomen) - Octavia Morales Anton. (Bala en el cuello) - Silvia Sánchez García. (Bala en la mano derecha) |

## Autor

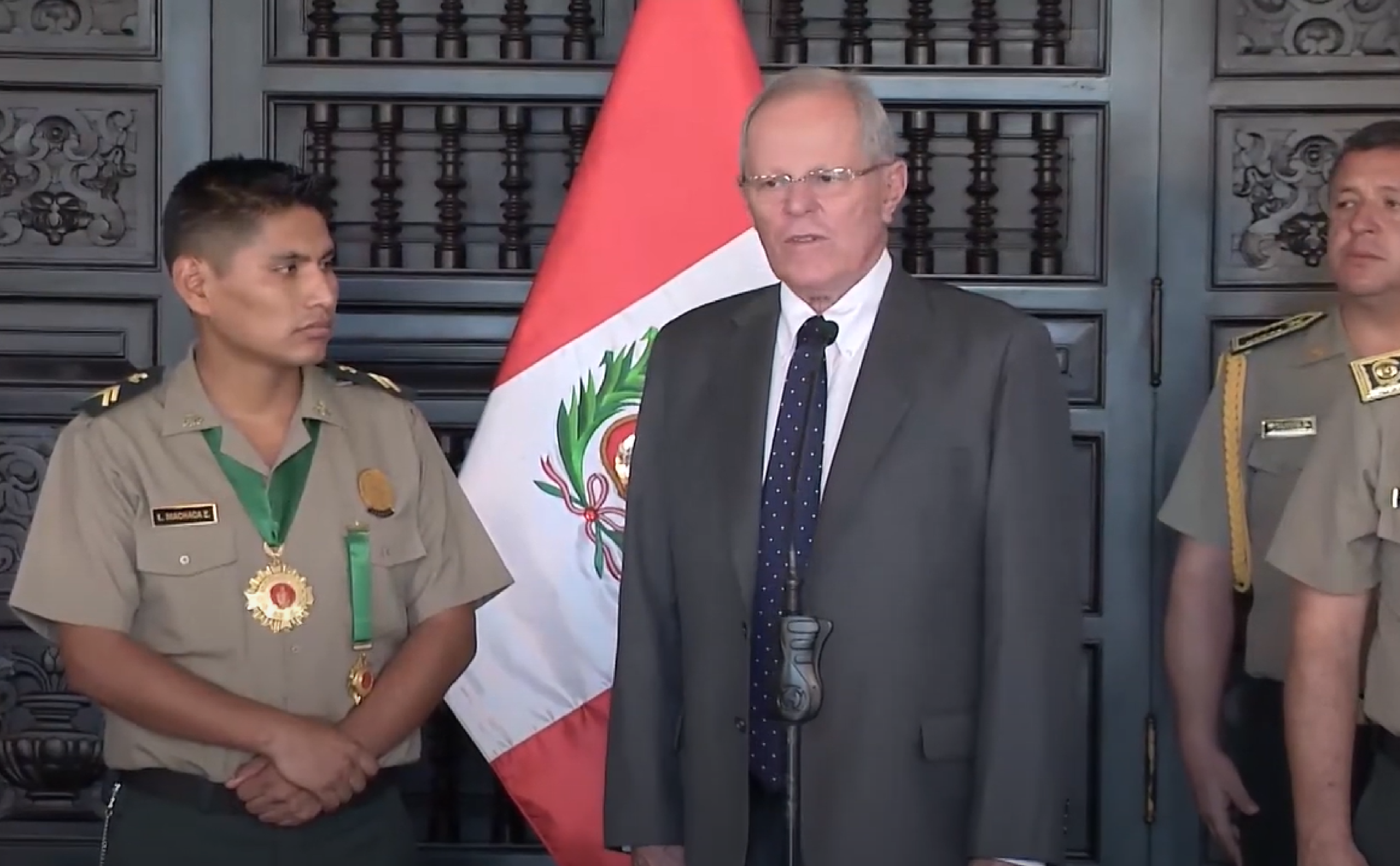
El Suboficial de Segunda de la PNP, Lorenzo Machaca siendo condecorado por el mandatario, Pedro Pablo Kuczynski, por abatir a Romero Naupay.

Eduardo Glicerio Romero Naupay (Huánuco, Perú, 29 de marzo de 1985 - Lima, 17 de febrero de 2017) de 31 años, era conocido como el Gringo o Bin Laden; nació en Huánuco y era de ascendencia colombiana, su padre se había suicidado cuando él era menor y eso le había provocado depresión. Ya de mayor decidió mudarse a Lima y sirvió en la Marina, donde aprendió a utilizar armas, y tiempo después trabajó como vigilante, donde consiguió su propia arma falsificando su certificado de salud mental. Luego de perder el trabajo de vigilante, decide comenzar a trabajar como ambulante, consiguiendo por sus propios medios un carrito sanguchero, con el que decide ponerse a trabajar en una zona restringida, en la cual fue captado varias veces por los fiscalizadores municipales hasta el día del fatídico tiroteo.
Según sus amigos, él sufría una cierta frustración sexual y social con las mujeres, tenía un avanzado complejo de superioridad, ya que apoyaba el machismo y repudiaba el feminismo, sentía atracción por el ocultismo y el satanismo, además coleccionaba armas y admiraba al sicario juvenil, Gringasho. Asimismo, lo consideraban una persona callada y reservada, escuchaba música metal y era adicto a las novelas de Clemente Palma, especialmente la de Cuentos malévolos, tal como lo confirmó la policía al allanar su casa.
Integrantes de la familia de Romero dijeron que «era retraído y poco comunicativo».
En Internet y Facebook, se celebró su accionar por grupos y páginas de las cuales él era miembro, uno de esos grupos actualmente era conocido como "Legión Holk" y fue allí donde hizo su publicación y lo consideraron de manera póstuma el Fede peruano—por Federico Guevara Elizondo, autor de la masacre de Monterrey en México—.
Lorenzo Machaca Esquía, el policía que abatió a Romero, fue condecorado y dijo que recibe constantes amenazas por medios como Facebook.
El cuerpo de Romero Naupay fue enterrado en el Cementerio Parque del Recuerdo de los Jardines del Buen Retiro, ubicado en el distrito de Puente Piedra. Solo diez personas, como máximo, le dieron el último adiós.

## Reacciones
- — El entonces presidente de la República Pedro Pablo Kuczynski durante una rueda de prensa expresó que hay un "descontrol de las pistolas clandestinas" haciendo alusión al tiroteo.[24] El 1 de marzo condecoró al policía que abatió al asesino y dijo que el "hizo lo que tenía que hacer".[25]
- — El excandidato presidencial para las elecciones de 2016 de extrema izquierda, Gregorio Santos, justificó el atentado y la tachó como una "respuesta natural" ante la "ineficacia del actual sistema neoliberal". Posteriormente en su cuenta de Twitter Santos volvió a referirse al tiroteo publicando que Romero Naupay era "un hombre humilde a quien amenazaron con quitarle su puesto de trabajo".[26][27]
- — La municipalidad del distrito de Independencia exigió que su jurisdicción contara con más policías.[28]
- En grupos y páginas de Internet y Facebook se celebró la hazaña especialmente en el grupo Legión Holk, un grupo que hace apología al odio, racismo, feminicidio y pornografía infantil, que está relacionado con otros atentados como el del colegio Americano de Monterrey en México ocurrido en enero del mismo año.[29][30] Según algunas investigaciones el autor del tiroteo también advirtió de su crimen en dicho grupo.[31]
- — El Ministerio Público del Perú dio un plazo de sesenta días para investigarse todo lo ocurrido respecto al tiroteo, desde las versiones de los testigos y sobrevivientes hasta los vídeos de los lugares donde ocurrió la masacre.[32]
- — Un sujeto publicó días después del tiroteo en su cuenta de Facebook que si alcanzaba una cantidad específica de Me gusta provocaría un atentado mayor que el de Romero Naupay en el centro comercial Jockey Plaza, ubicado también en Lima. Esto encendió las alarmas de alerta de la policía que se encuentra actualmente investigando el caso.[33]